# Albertine von Montenuovo

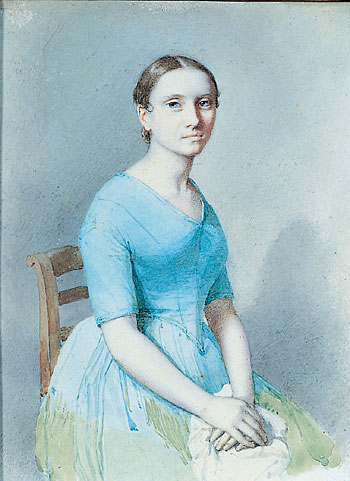
Albertine-Marie, Gräfin von Montenuovo, um 1833

Albertine Maria Gräfin von Montenuovo (* 1. Mai 1817 in Lugo, Emilia-Romagna; † 26. Dezember 1867 auf Castello di Fontanellato in Fontanellato, Provinz Parma) war eine österreichische Adelige aus der Familie Montenuovo, die aus der Beziehung der Gattin Napoléon Bonapartes, Marie-Louise von Österreich, mit dem österreichischen General und Staatsmann Graf Adam Albert von Neipperg entsprang.

## Biografie
Albertine Maria war die älteste Tochter von den vier Kindern der Erzherzogin Marie-Louise von Österreich (1791–1847) – ehemalige Kaiserin der Franzosen und Herzogin von Parma, Piacenza und Guastalla – und ihres Geliebten, des österreichischen Generals und Staatsmanns Graf Adam Albert von Neipperg (1775–1829) aus dem Geschlecht der Grafen von Neipperg. Ihre Großeltern mütterlicherseits waren Kaiser Franz II./I. und seine zweite Gattin Prinzessin Maria Theresia von Neapel-Sizilien.
Obwohl ihre Mutter offiziell noch die Gemahlin des verbannten Napoléon Bonapartes war, gebar sie Neipperg drei Kinder. Die Kinder gab sie gleich nach der Geburt einem Arzt namens Rossi in Obhut und auch um ihren erstgeborenen Sohn von Kaiser Napoléon I. Napoleon Franz Bonaparte Herzog von Reichstadt kümmerte sie sich nicht mehr. Am 5. Mai 1821 starb Napoléon Bonaparte auf St. Helena. Drei Monate später brachte seine Witwe einen Sohn, den späteren General Wilhelm Albrecht von Montenuovo (1821–1895), zur Welt. Den Vater der Kinder, den Grafen Neipperg, heiratete (Ehe zur Linken) Marie-Louise erst 1822. Die Existenz der Kinder blieb zunächst ein im Palast von Parma sorgsam gehütetes Geheimnis. Auch später noch, nachdem ihre Mutter sich zu einem schriftlichen »Geständnis« nach Wien bequemt hatte, wurden die Daten der Geburt und der Eheschließung im Dunkel gehalten. Ihr Großvater in Wien, Kaiser Franz II., legitimierte die außerehelichen Enkelkinder. Aus Neipperg – Neuberg – wurde der italienische Name »Montenuovo«.

## Familie
Am 26. Oktober 1833 wurde Albertine Maria mit dem älteren italienischen General Luigi Sanvitale, Conte di Fontanellato e di Nocetto (1799–1876) verheiratet. Aus der Ehe, die allen Berichten zufolge harmonisch verlief, gingen vier Kinder hervor:
- Alberto (* 28. August 1834; † 25. September 1907), Conte di Fontanellato ⚭ 4. September 1869 in Bologna Laura Malvezzi de Medici (1845–1876)
- Maria (* 6. September 1836; † 13. April 1842)
- Stephan (* 14. August 1838; † 2. Januar 1914), Conte di Fontanellato
- Luise (*/† 1840)

## Name in verschiedenen Lebensphasen
- 1817–1833 Albertine Maria, Gräfin von Montenuovo
- 1821–1833 Albertine Maria, Prinzessin von Parma, Piacenza und Guastalla
- 1821–1833 Albertine Maria, Gräfin von Neipperg
- 1833–1867 Albertine Maria Sanvitale, Contessa di Fontanellato e de Nocetto